# پوست‌اندازی (بی‌مهرگان)

فرایند پوست‌اندازی زنجره‌وار

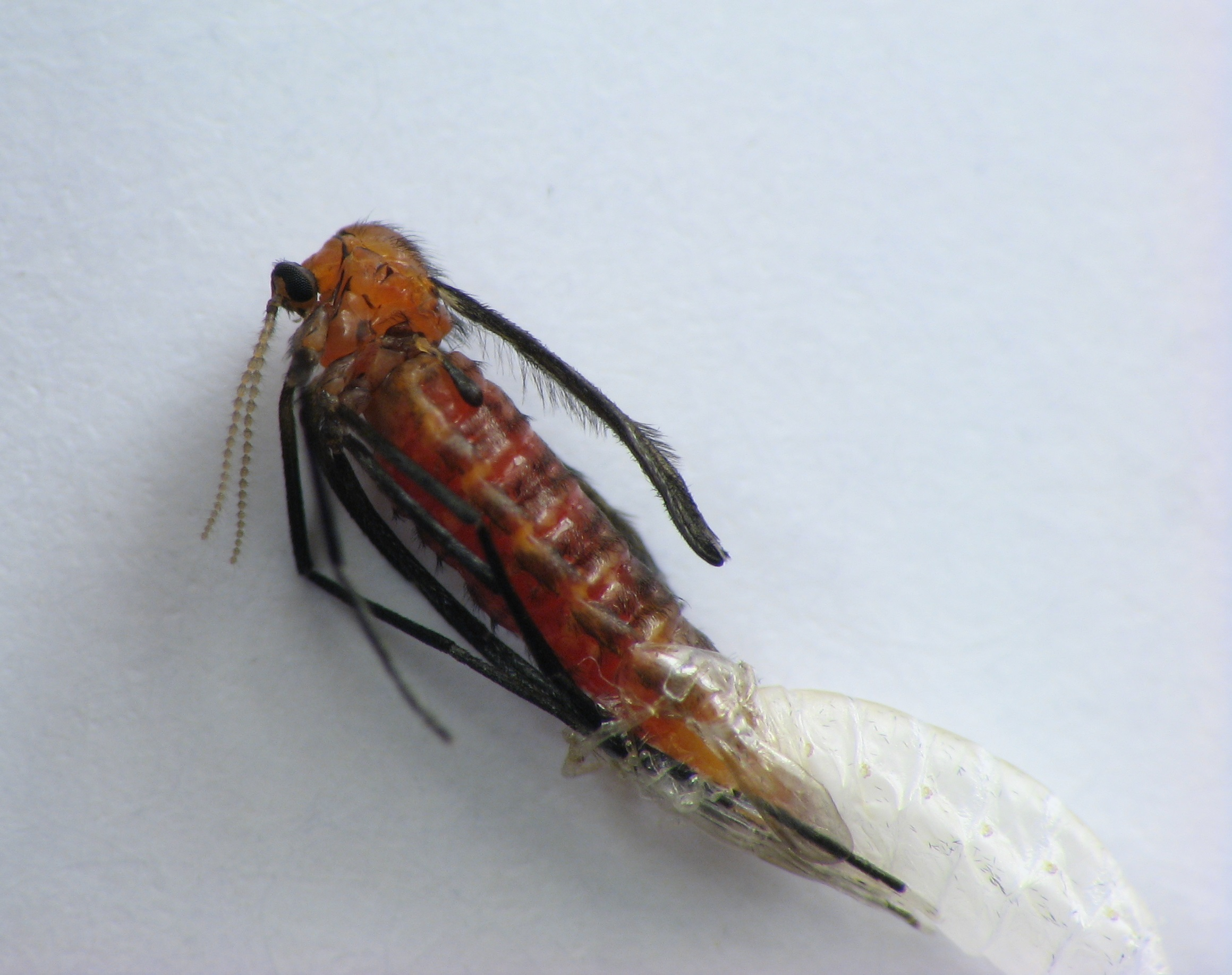
مگس بالغ Rhopalomyia solidaginis که از مرحله شفیرگی بیرون آمده‌است

پوست‌اندازی (به انگلیسی: Ecdysis)، پوست‌اندازی از کوتیکول در بسیاری از بی‌مهرگان از کلاد پوست‌اندازان است. از آنجایی که کوتیکول این جانوران معمولاً یک اسکلت بیرونی تا حد زیادی ویژگی غیرکشسانی را دارد، در طول رشد می‌ریزد و پوشش جدید و بزرگ‌تری تشکیل می‌شود. بقایای اسکلت بیرونی قدیمی و خالی را افکنه (exuviae) می‌نامند.